# Manigotagan River Provincial Park
Manigotagan River Provincial Park (tidigare Manigotagan River Park Reserve) är en provinspark i Manitoba i Kanada. Den ligger omkring 15 mil nordost om Winnipeg.